# إسقاط مروحية شينوك - يونيو 2005

صورة لإستهداف المروحية بقذيفة روسية

صورة لاستهداف الطائرة بقذيفة روسية - من جهة اخرى

صورة لإحتراق الطائرة بعد إسقاطها

صورة لتفجم الطائرة بعد احتراقها

في 28 يونيو عام 2005، قام مقاتلي طالبان بإسقاط مروحية شينوك عسكرية من أصل إثنين، كانت تقِل حوالي 17 عسكريا من قوات الدعم السريع "قوة ردة الفعل الخاطف". بعد اشتباك مقاتلين حركة طالبان مع قوات عملية ريد وينغز وبعد قتال استمر حوالي 50 دقيقة قام الملازم أول قائد العملية ميخائيل بي ميرفي بإجراء مكالمة لقاعدة جلال آباد بطلب قوات الدعم السريع بسبب اشتباكهم مع قوات طالبان التي يقودها أحمد شاه دارا. بعد المكالمة بعشرون دقيقة وصلت طائراتي شينوك عسكريتان تحمل كل منهما 17 عسكرياً، وكانت مروحية بوينغ سي إتش-47 شينوك الرئيسة تحمل 17 عسكريا بالطاقم بمن فيهم قائد عملية ريد وينغز الملازم إريك إس. كريستنسن فحين وصول المروحية إلى مكان الحدث قام مقاتلي طالبان بإطلاق قذائف آر بي جي 7 تجاه المروحية ما أدى إلى انفجارها وتحطمها وإنسحاب المروحية الأخرى إلى قاعدة جلال آباد. أعلنت حركة طالبان مسؤوليتها عن تحطيم وإسقاط المروحية.